# Західний Бенгал
Західний Бенгал, Західна Бенгалія (бенг. পশ্চিম বঙ্গ, англ. West Bengal) — штат на північному сході Індії. Столиця штату — місто Колката.

## Географія
Штат займає західну частину великої алювіальної рівнини, створеної річками Ганг, Брахмапутра та Хуглі. Річний рівень опадів перевищує 250 см.
На півночі межує зі штатом Сіккім.

## Етимологія
Походження назви Бенгал (Bangla і Bongo на бенгальській мові) невідоме. Одна з теорій припускає, що це слово походить від «Банг», назви дравідського племені, яке заселило цей регіон приблизно в 1000 році до нашої ери. Бенгальське слово Бонго, можливо, походить від стародавнього царства Ванга (або Банга). Хоча в деякій ранній санскритській літературі згадується ім'я Ванга, рання історія регіону невідома. У 1947 році, наприкінці британського правління над Індійським субконтинентом, Законодавча рада Бенгалії та Законодавча асамблея Бенгалії проголосували за поділ Бенгалії за релігійними ознаками на дві окремі утворення: Західну Бенгалію, яка продовжувала бути індійським штатом, і Східну Бенгалію, провінція Пакистану, яка стала відома як Східний Пакистан, а пізніше стала незалежною Бангладеш.
У 2011 році уряд Західної Бенгалії запропонував змінити офіційну назву штату на Пашім Банга. Це рідна назва штату, що буквально означає «Західна Бенгалія» рідною бенгальською мовою. У серпні 2016 року Законодавча асамблея Західної Бенгалії (індійський штат) ухвалила ще одну резолюцію про зміну назви Західної Бенгалії на «Бенгалія» англійською та «Бангла» на бенгальській. Проте ця ідея була відкинута, щоби уникнути плутанини з Бангладешом.

## Релігія
Західна Бенгалія релігійно різноманітна, має регіональні культурні та релігійні особливості. Хоча індуїсти є переважною спільнотою, у штаті проживає значна меншина мусульманське населення. Християни, буддисти та інші становлять незначну частину населення. Станом на 2011 рік індуїзм є найпоширенішою релігією, віруючі якої становлять 70,54% усього населення. Мусульмани, друга за чисельністю громада, становлять 27,01% від загальної кількості населення. Три райони Західної Бенгалії: Муршидабад, Мальда та Уттар-Дінаджпур — населені переважно  мусульманами. 
Згідно з переписом 2011 року, індуїстське населення Західної Бенгалії становить 64 385 546 осіб, тоді як мусульманське населення становить 24 654 825 осіб.

## Історія
Штат створений у 1947 році з колишньої англійської провінції Бенгалія і пізніше приєднаних територій Кух-Бехар (1950), Чандернагор (1954) і частини Біхару (1956).

## Економіка
Виробляють: рис, джут, чай, вугілля, залізо, сталь, автомобілі, локомотиви, алюміній, добрива.